# Ayumu Tachibana
Ayumu Tachibana (japanisch 立花 歩夢 Tachibana Ayumu; * 4. November 1995 in der Präfektur Kanagawa) ist ein japanischer Fußballspieler.

## Karriere
Tachibana erlernte das Fußballspielen in der Schulmannschaft der Ryutsu Keizai University Kashiwa High School und der Universitätsmannschaft der Ryūtsū-Keizai-Universität. Seinen ersten Vertrag unterschrieb er 2018 in Yokohama beim Yokohama FC. Der Verein spielte in der zweiten japanischen Liga, der J2 League. Für den Verein absolvierte er vier Ligaspiele. Im August 2019 wurde er an den Tombense FC nach Brasilien ausgeliehen. Im August 2019 kehrte er zum Yokohama FC zurück. 2020 wechselte er nach Australien zum Preston Lions FC. Ende Juli 2020 kehrte er nach Japan zurück, wo er sich dem SC Sagamihara anschloss. Der Verein aus Sagamihara spielte in der dritten Liga, der J3 League. Am Saisonende wurde er mit dem Verein Vizemeister und stieg in die zweite Liga auf. Nach dem Aufstieg war er bis April 2021 vertrags- und vereinslos. Am 1. Mai 2021 zog es ihn nach Südkorea, wo er einen Vertrag beim Drittligisten Gimpo FC in Gimpo unterschrieb.